# 초 자오
초 자오(楚 訾敖, ? ~ 기원전 529년)는 중국 초나라의 제27대 군주(재위: 기원전 529년)이다. 이름은 비(比)이고, 자는 자간(子干)이다. 공왕의 셋째 아들이며, 강왕과 영왕의 동생이자 평왕의 형이다.

## 생애
형인 영왕이 왕이 된 후 대신인 백주리(伯州犁)를 죽이자 영왕의 동생인 공자 비와 흑굉(黑肱)은 두려워서 각각 진(晉)나라, 정(鄭)나라로 망명하였다.
기원전 529년에 영왕이 국내에 없을 때 공자 비가 동생인 공자 흑굉, 공자 기질(棄疾)과 더불어 반란을 일으켜 궁을 점령하였다. 비는 스스로 왕이 되었고, 흑굉은 영윤, 기질은 사마로 삼았다. 이후 기질이 고립무원에 처한 영왕이 돌아오지 못할 것임을 깨닫고, 거짓으로 소동을 일으켜 영왕이 돌아왔다고 알리니 비와 흑굉은 두려워 자살하였다. 기질이 뒤를 이으니 평왕이다. 자(訾) 땅에 묻혔으므로 자오라 하였다.
| 전 임 형 영왕 웅건 | 제27대 초나라의 군주 기원전 529년 | 후 임 동생 평왕 웅거 |